# Yiyun Li
Pour les articles homonymes, voir Li.
Dans ce nom chinois, le nom de famille, Li, précède le nom personnel.
Œuvres principales
- Un millier d'années de bonne prières

Yiyun Li (chinois 李翊雲), née le 4 novembre 1972  à Pékin, est une écrivaine sino-américaine.

## Biographie
Yiyun Li est née et a grandi à Pékin, en Chine,. Son père est physicien nucléaire.
Après une année de service obligatoire dans l'Armée Populaire de Libération, elle entre à l'université de Pékin en 1996, où elle obtient une licence.
Elle part vivre aux États-Unis la même année, et obtient un master d'immunologie en 2000 à l'université de l'Iowa.
Elle obtient en 2005 un master en journalisme littéraire dans la même université.
Elle commence alors à publier des essais et courtes nouvelles publiées dans The New Yorker, The Paris Review ainsi que Zoetrope : All-Story.
Elle publie en 2005 un recueil de nouvelles, Un millier d'années de bonnes prières, alors très bien reçu par la critique américaine et adapté en film,.
Son premier roman sort ensuite en 2007 sous le nom Un beau jour de printemps (titre original : The Vagrants), traduit dans une vingtaine de langues et acclamé par la presse, il raconte l'histoire d'un village de campagne chinoise nommé Rivière Fangeuse en 1979, et notamment la mise à mort d'une ancienne garde rouge condamnée pour trahison envers le parti communiste. L'auteur explique dans son essai Cher ami, de ma vie je vous écris dans votre vie s'être rendue à Baishan, l'actuelle Rivière Fangeuse, peu après la sortie de ce livre.
Sortent ensuite Plus doux que la solitude (2014), Cher ami, de ma vie je vous écris dans votre vie (2017),  La douceur de nos champs de bataille (2019) et Must I Go (2020).
Yiyun Li tombe en dépression en 2012 et tente de se suicider à deux reprises.
C'est pendant son séjour à l'hôpital qu'elle écrira Cher ami, de ma vie je vous écris dans votre vie, un essai dans lequel elle raconte certains moments marquants de sa vie, notamment son changement d'orientation de la médecine vers la littérature, ainsi que des réflexions personnelles sur la vie.
Elle y dévoile également son rapport à ses auteurs préférés, dont Katherine Mansfield, William Trevor, Ivan Tourgueniev, Søren Kierkegaard et Stefan Zweig.
Son livre La douceur de nos champs de bataille, sorti en 2019, sort peu après le suicide de son fils ainé.
Ce livre est un ensemble de conversations fictives qu'Yiyun Li s'imagine avoir avec celui-ci, ainsi que ses interrogations sur ce passage à l'acte auquel l'auteure a elle-même déjà survécu.

## Œuvres
- A Thousand Years of Good Prayers, nouvelles, 2005

- traduit en français sous le titre Un millier d'années de bonne prières par Françoise Rose, Paris, Éditions Belfond, coll. « Littérature étrangère », 2011, 296 p.  (ISBN 978-2-7144-4547-6)
- The Vagrants, roman, 2009

- traduit en français sous le titre Un beau jour de printemps par Françoise Rose, Paris, Éditions Belfond, coll. « Littérature étrangère », 2010, 441 p.  (ISBN 978-2-7144-4537-7)
- Gold Boy, Emerald Girl, nouvelles, 2010
- Kinder Than Solitude, roman, 2014

- traduit en français sous le titre Plus doux que la solitude par Françoise Rose, Paris, Éditions Belfond, coll. « Littérature étrangère », 2010, 347 p.  (ISBN 978-2-7144-5107-1)
- Dear Friend, from My Life I Write to You in Your Life, mémoires, 2017

- traduit en français sous le titre Cher ami, de ma vie je vous écris dans votre vie par Clément Baude, Paris, Éditions Belfond, coll. « Littérature étrangère », 2018, 224 p.  (ISBN 978-2-7144-7836-8)
- Where Reasons End, roman, 2019

- traduit en français sous le titre La douceur de nos champs de bataille par Clément Baude, Paris, Éditions Belfond, coll. « Littérature étrangère », 2019, 157 p.  (ISBN 978-2-7144-8114-6)
- Must I Go, roman, 2020
       - traduit en français sous le titre Partir quand même par Clément Baude, Paris, Éditions Belfond, coll. « Littérature étrangère », 2023, 378 p.  (ISBN 978-2-7144-8157-3)

- The Book of Goose, roman, 2023 (non traduit en français)

## Adaptations cinématographiques
- Un millier d'années de bonnes prières, de Wayne Wang, 2007
- La Princesse du Nebraska, de Wayne Wang, 2008, d'après la nouvelle éponyme